# Buckleys duif
De Buckleys duif (Columbina buckleyi) is een vogel uit de familie Columbidae (Duiven).

## Verspreiding en leefgebied
Deze soort komt voor in Ecuador en noordwestelijk Peru en telt twee ondersoorten:
- C. b. buckleyi: van noordwestelijk Ecuador tot noordwestelijk Peru.
- C. b. dorsti: Marañón Valley (noordwestelijk Peru).